# Poiana Mărului, Iași
Poiana Mărului (în trecut, Vârâți) este un sat în comuna Ceplenița din județul Iași, Moldova, România.